# Siaton
Siaton est une localité de la province du Negros oriental, aux Philippines. En 2015, elle compte 77 696 habitants.